# ティエールの城壁

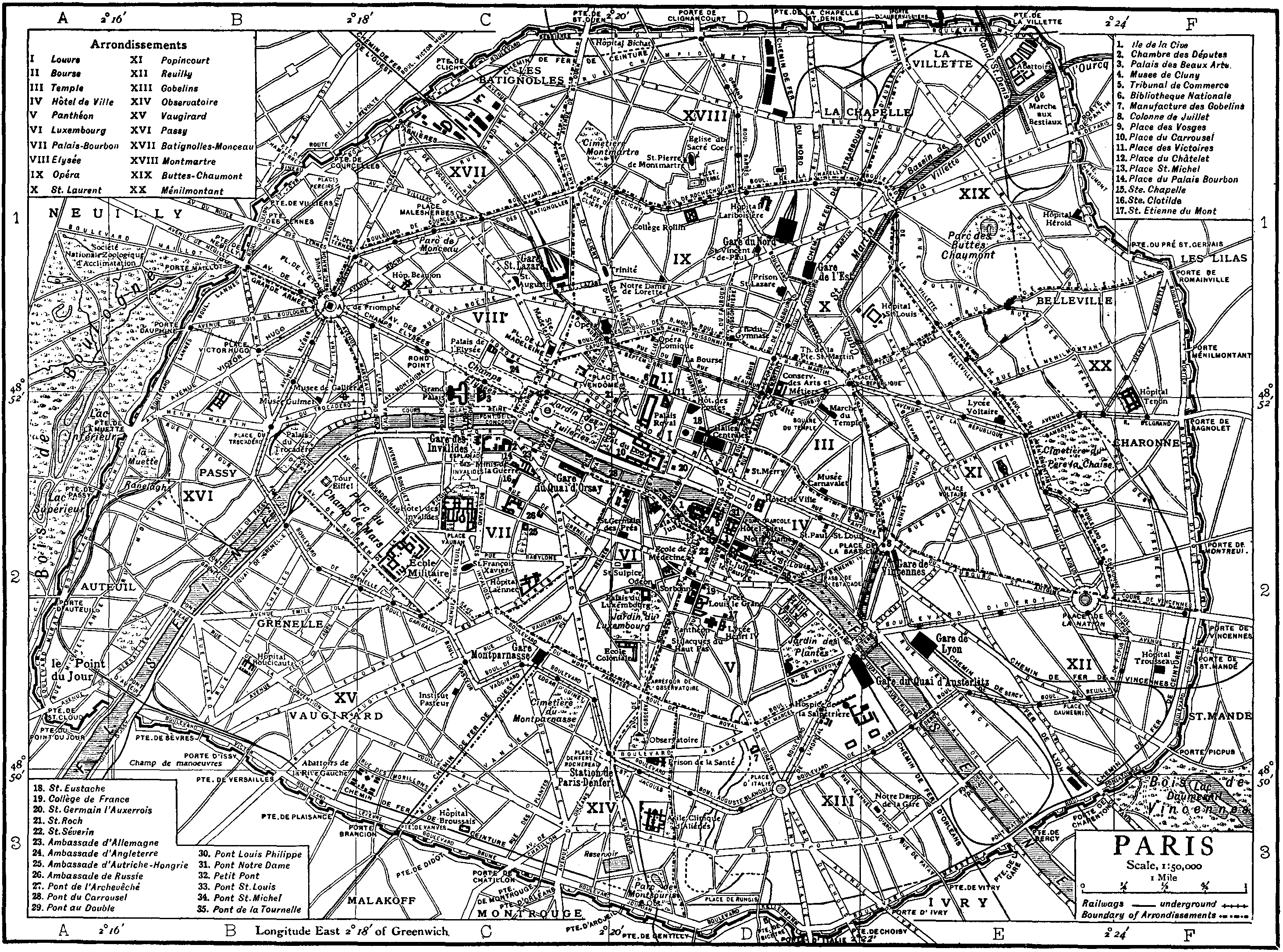
ティエールの城壁が描かれた1911年当時のパリの地図

ティエールの城壁（仏：enceinte de Thiers）は、7月王政下で首相も務めた政治家アドルフ・ティエールの提案によって、1841年から1844年にかけて造られたパリ全域約80平方キロメートルを取り囲む城壁である。
ティエールの城壁は元々、軍事通り (rue militaire) と呼ばれた現在のブルヴァール・デ・マレショーと後に建設されたパリのペリフェリックとの間に存在した。城壁が解体されたのは、1919年から1929年にかけての間である。

## 概要

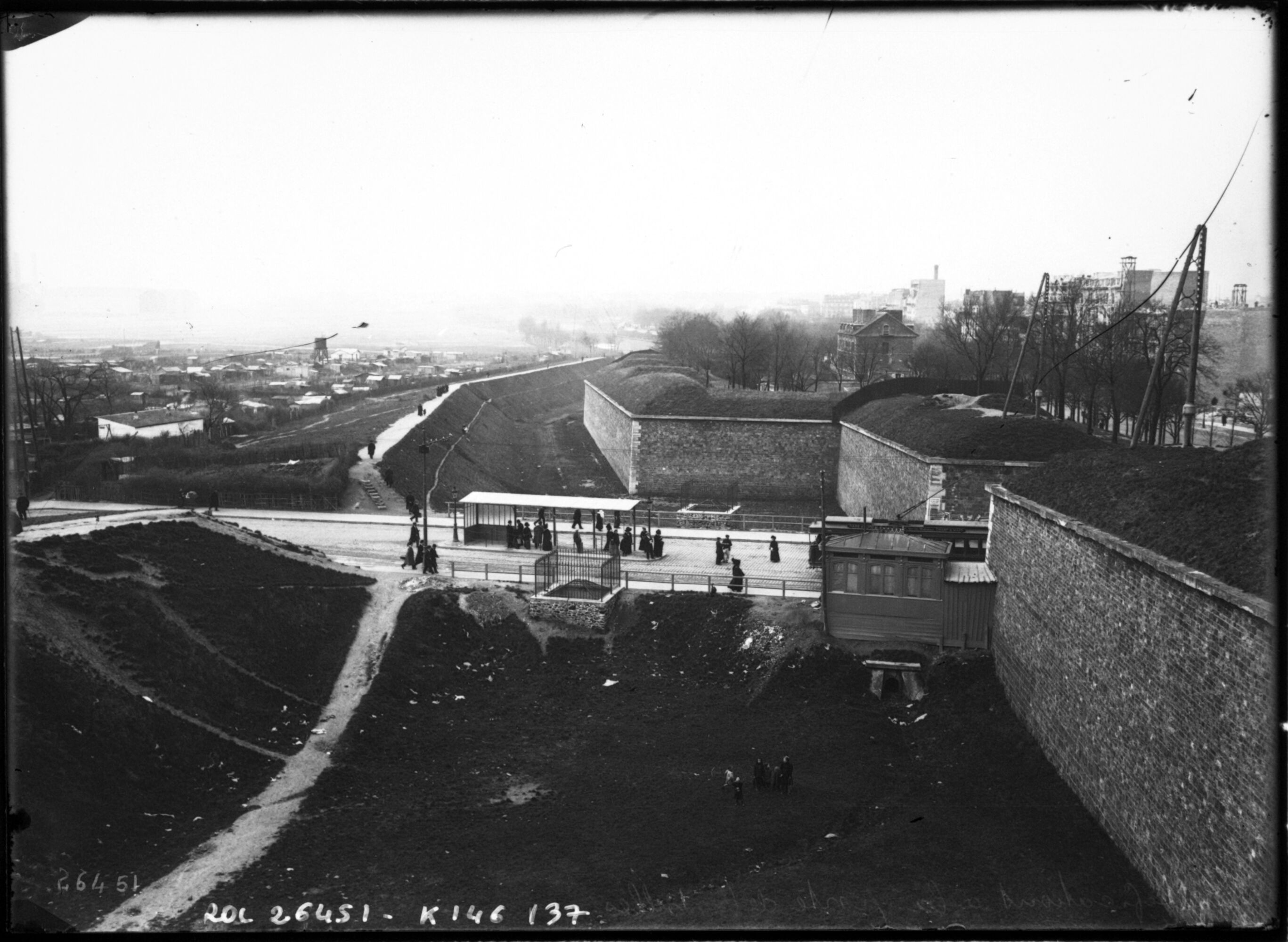
ポルト・ド・ヴェルサイユのティエールの堡塁（1913年）

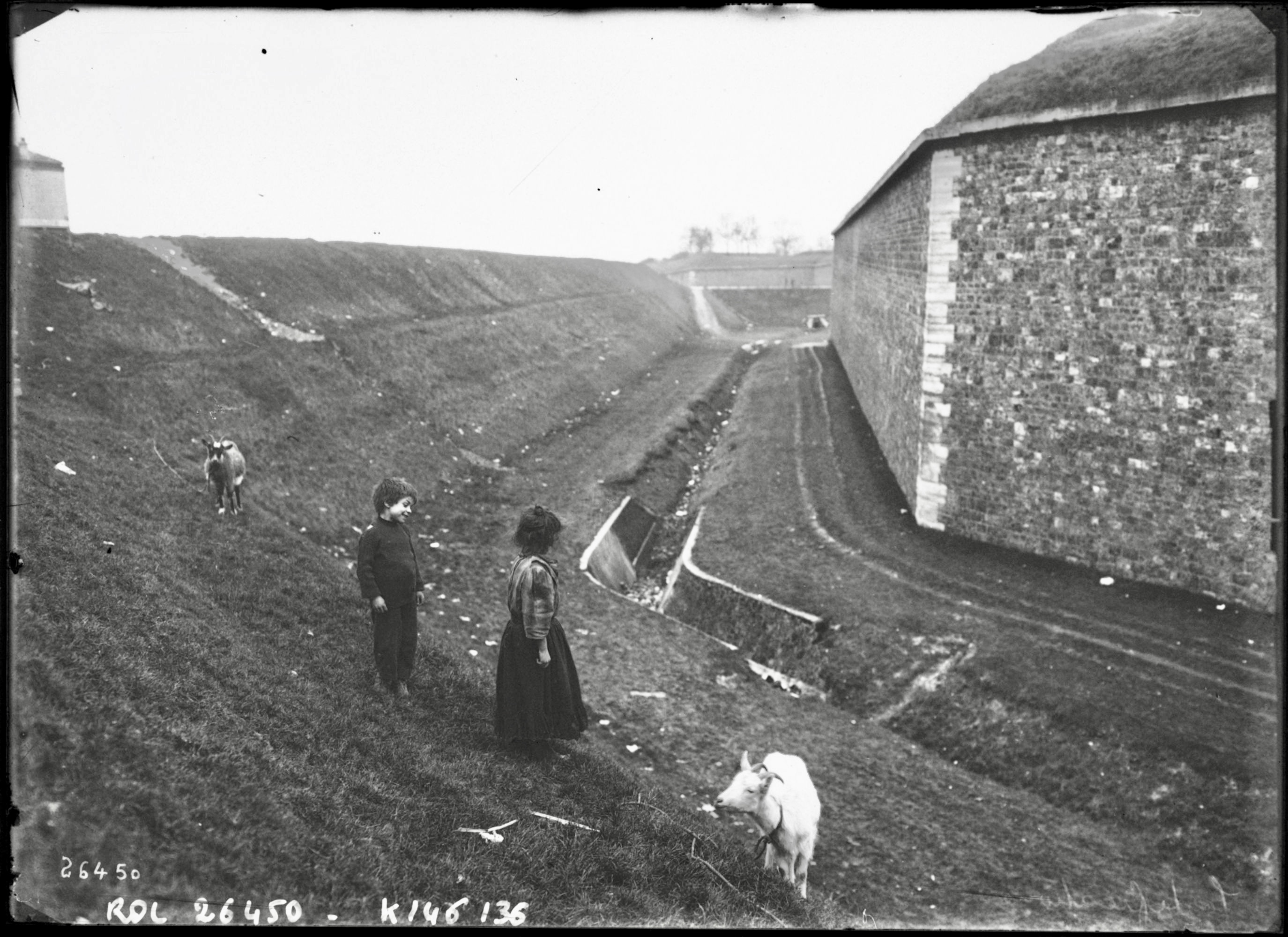
城壁、空堀、斜堤の詳細

城壁は、78.02平方キロメートルの領域を取り囲んで全長33キロメートルに及び、現在のパリの市域を画していた（パリが現在の市域となったのは1860年）。
口語で« fortif' »（fortificationの略、堡塁の意）と呼ばれたものは、次の構造物で構成されていた。
- 94の稜堡（それぞれ番号が付されていた）
- 17の門
- 23の柵
- 8つの鉄道用出入口
- 5つの河川又は運河の出入口
- 8つの通用門

堡塁は、rue Militaireによって物資の供給及び補給を受け、またプティト・サンチュールによって保佐されていた。
城壁は、次の構造物で構成されていた。
- 内側のRue militaire
- 胸壁（6メートル大）
- 内岸壁（厚さ3.5メートル、高さ10メートル）
- 空堀（40メートル）
- 緩やかな傾斜の外岸壁
- 斜堤（長さ250メートル）

## 歴史

### 計画
1830年からの7月王政下、ルイ・フィリップ王は、首都防衛の鍵はナポレオン・ボナパルトが退位する契機となった1814年のプロイセンとロシアによるパリ侵攻時のようにならないこと、すなわち、パリが外国の軍隊の手に落ちるのを避けることにあると確信していた。そこで彼は、パリが難攻不落となるように首都の周囲に城壁を構築することを計画した。
当初の計画は、評議会議長で戦争大臣であったニコラ＝ジャン・ド・デュ・スールトによって、1833年初頭に下院で提示された。それはたちまち懐疑的な議員（あるいは懐疑的な臆病者）や国内政治に下心のある政府側の議員を含む、左派の大変強烈な抵抗を呼び起こした。抵抗する議員らは、城壁が実際にはフランスを防御するためではなく、王権に反逆するパリ市民を脅かすためのものであると主張した。

### 建設

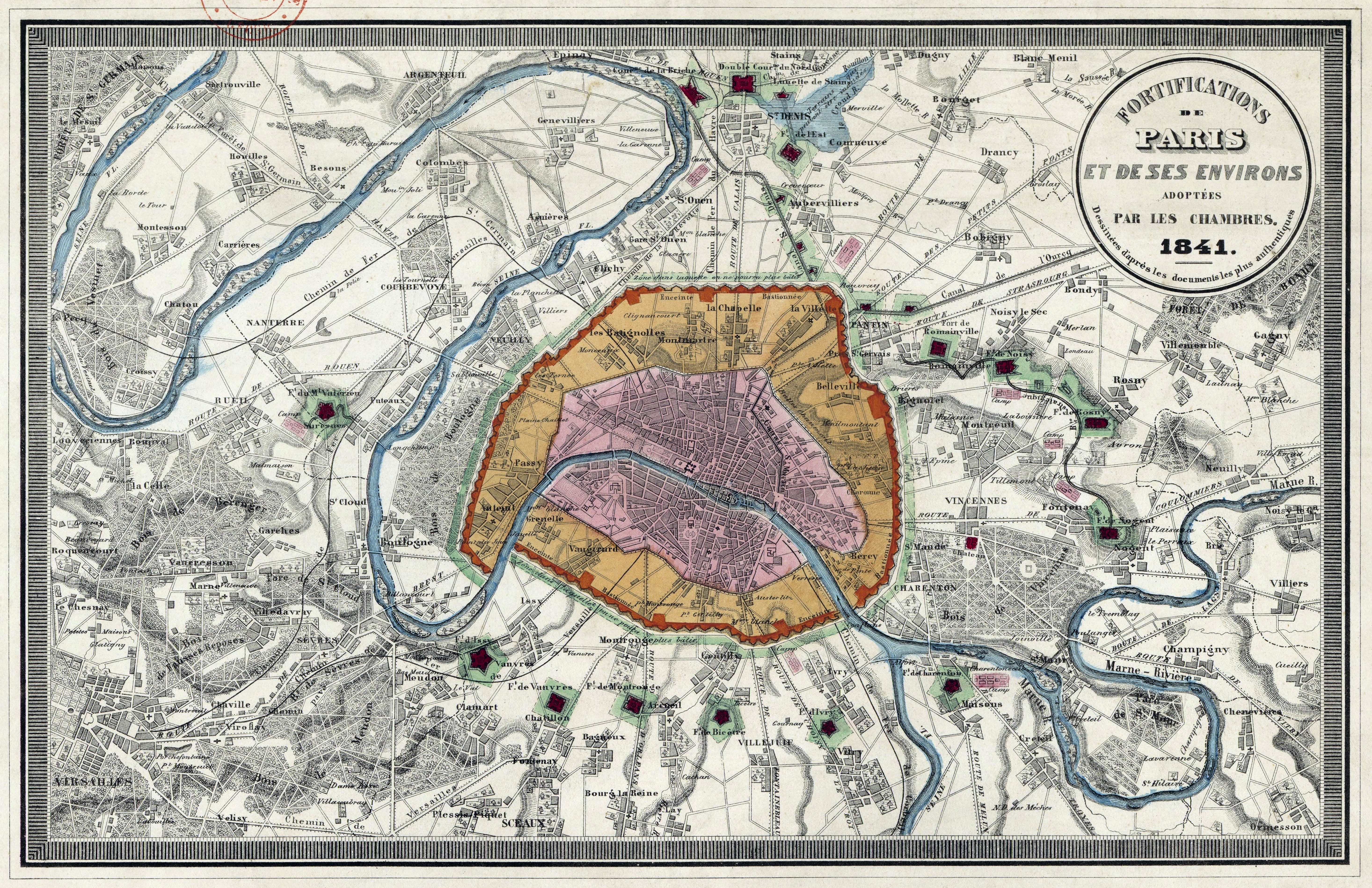
1841年に議会で採択された計画

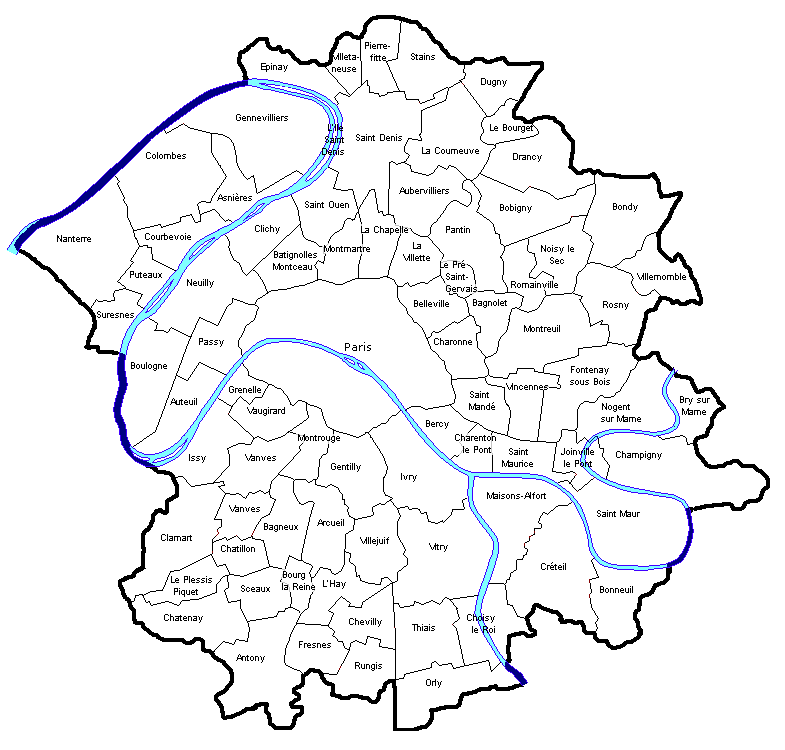
1860年のパリ再編前のセーヌ県のコミューン

4世紀以降からのパリの市域（城壁）拡大図
Enceinte gallo-romaine
Enceinte carolingienne
Enceinte de Philippe Auguste
Enceinte de Charles V
Enceinte de Louis XIII
Mur des Fermiers généraux
Enceinte de Thiers
Aujourd'hui (現在)

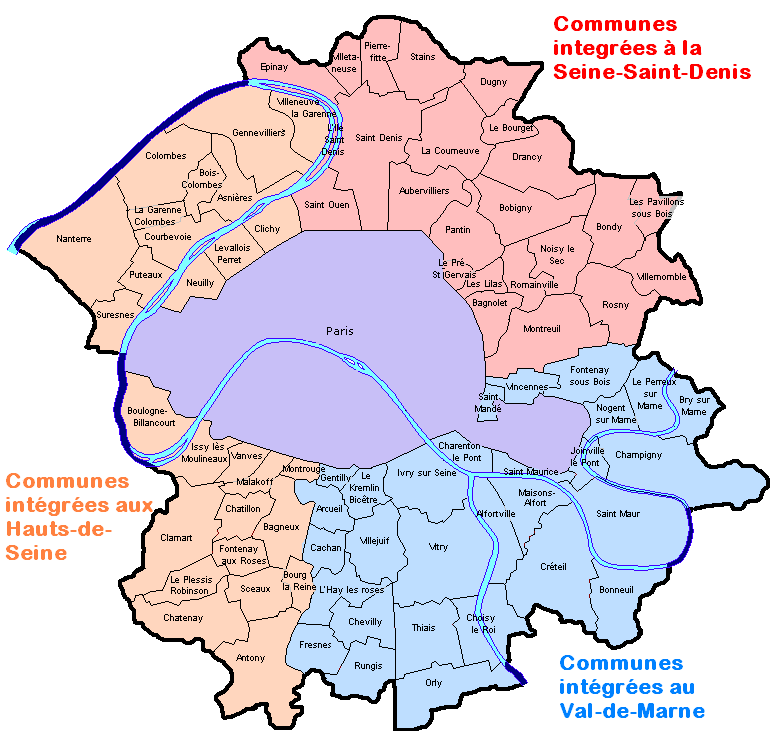
1968年廃止当時の旧セーヌ県（ブローニュの森やヴァンセンヌの森が取り込まれ、パリの市域拡大がわかる）

1841年、城壁建設のための予算が割り当てられた。城壁建設は1844年に終了した。
この城壁は、フェルミエー・ジェネローの城壁で囲われていた当時のパリだけではなく、その周囲に位置したセーヌ県内の街の一部（モンマルトル、ラ・シャペル、ラ・ヴィレット、ベルヴィル、シャロンヌ、ベルシー、サン・マンデ、イヴリー、ジャンティイ、モンルージュ、ヴォージラール、グルネル、オートゥイユ、パッシー、ヌイイ＝シュル＝セーヌ、及び現在のパリ17区域にあたるバティニョール・モンソー）をも取り囲んだ。

### パリの拡張
1860年、パリは、その直接の市域をティエールの城壁にまで広げ、ティエールの城壁内のコミューン（またはコミューンの一部）を併合した（「パリの行政区」「パリ改造」を参照）。

### 廃止
19世紀末以降、城壁は特に普仏戦争時の1871年ドイツ軍の大砲の射程が伸びたことによって陳腐化した。1882年から城壁の解体が検討された。
20世紀初頭になると、城壁の周囲に貧困地域 «La Zone» が形成され、約3万人の人々によって無許可建築などの不法占有が次第に横行するようになった。
1919年4月19日法によって、城壁が1929年までの間に徐々に解体された。1930年代以降の城壁跡地は、まず広い部分から次第に、低価格住宅及び低家賃住宅、スポーツ施設、公園などに置き換えられていった。
このような跡地上の道路のいくつかの場所では、旧稜堡の形状を見つけることができる。
ペリフェリックは、城壁跡地の外縁に沿って «La Zone» の端に構築され、城壁に代わってパリと郊外の間の分離を実体化し続けている。

### 遺構

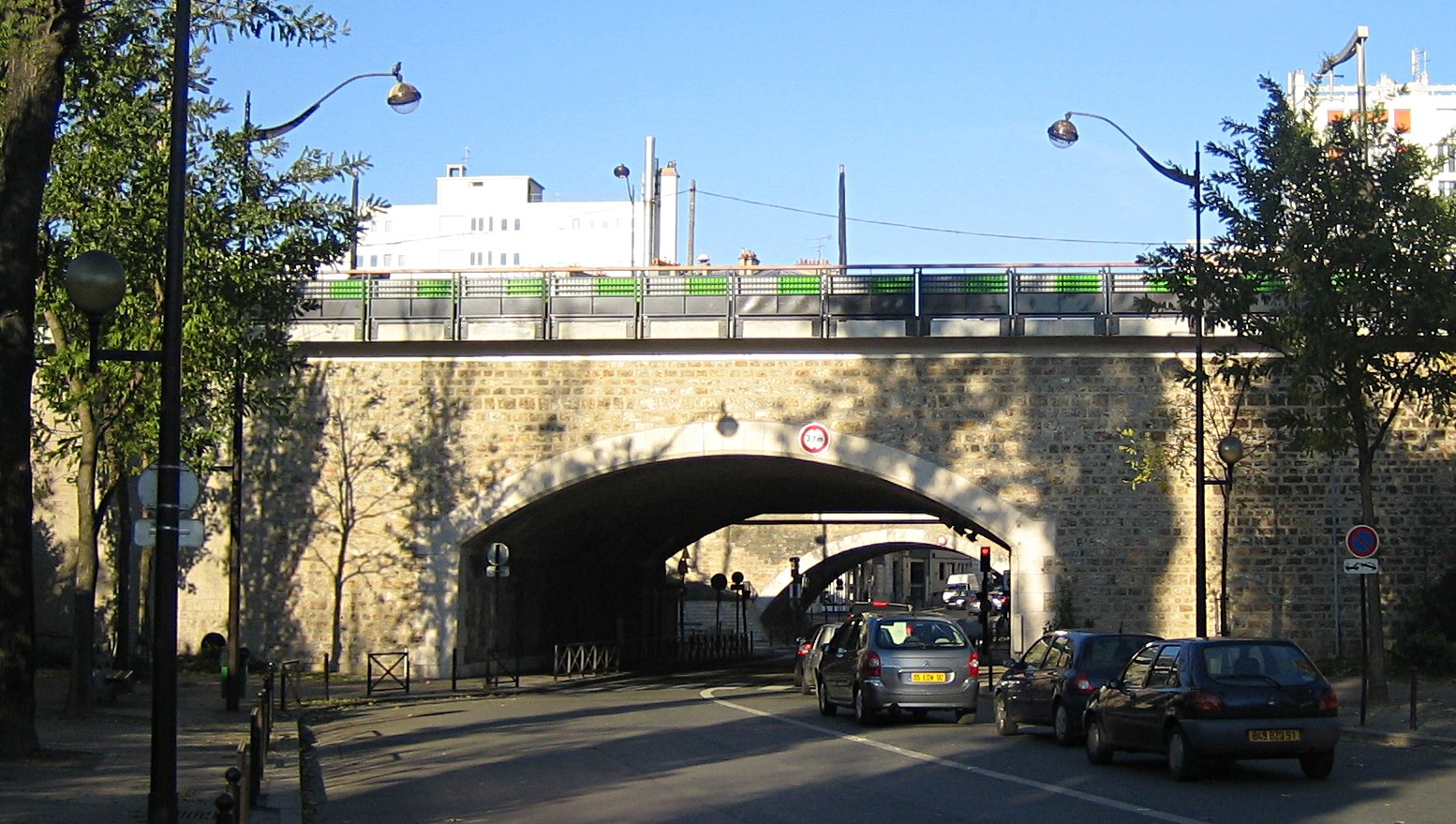
現在も往時のティエールの城壁の様子を伝えている《La poterne des Peupliers》（ポプラの通用門）

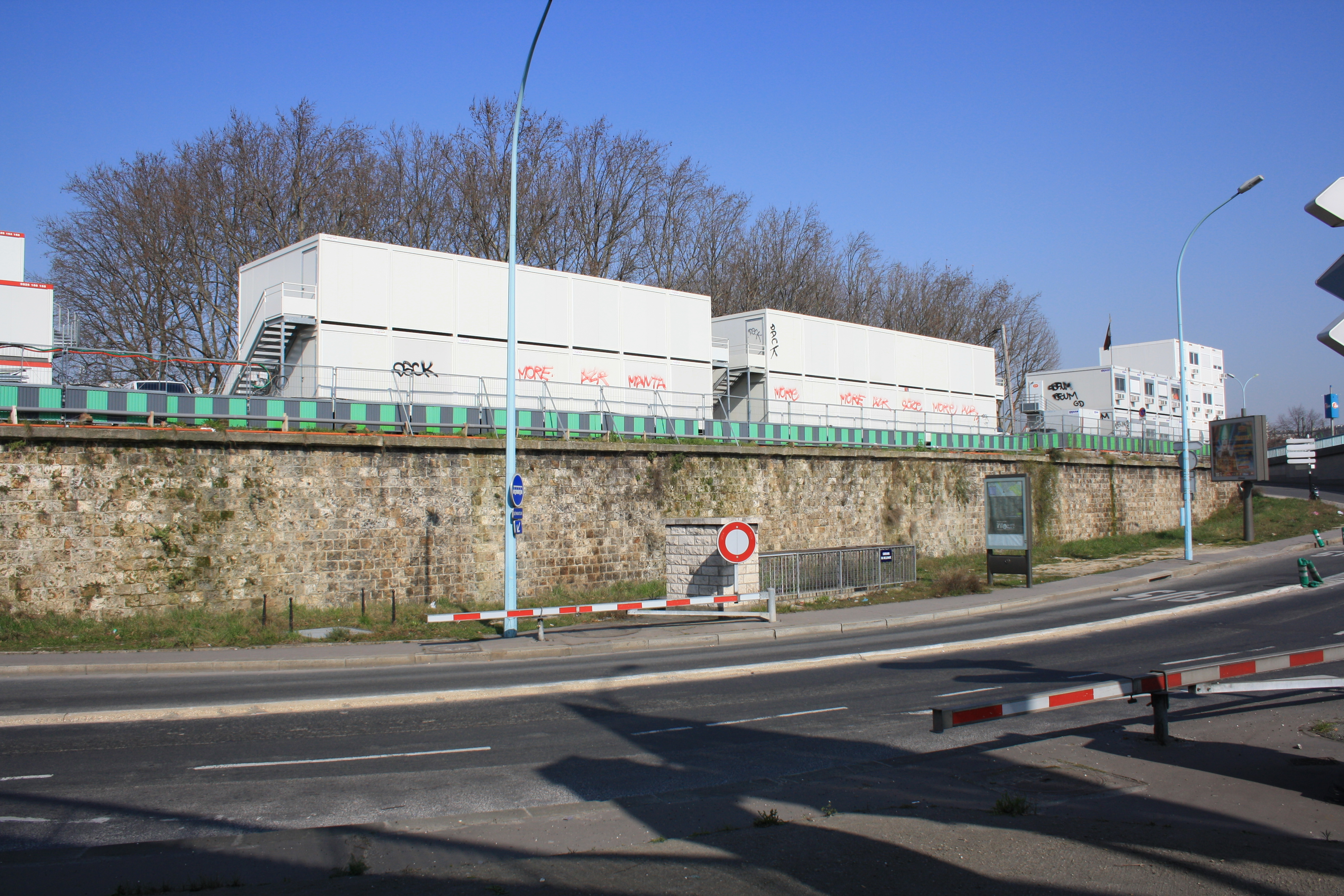
稜堡（1番）付近の壁

ティエールの城壁の遺構は現在もいくつか見ることができる。
- la poterne des Peupliers（ポプラの通用門）
13区とジャンティイとの境界付近。
通用門の下では、暗渠化される前のビエーブル川の分流がパリに流入していた。
- 稜堡（1番）
現在は、ポルト・ド・ベルシー（ベルシー門）インターチェンジ付近のロベール・エトラン通りに位置している。
- 稜堡（44番）
17区アトリエ・ベルティエの裏、アンドレ・シュアレス通りに位置している。
- 稜堡（45番）
17区 (パリ)クレール・モット庭園の中、アルベール・ロセル通り[4]に位置している。
- 稜堡（28番）の側面
19区ポルト・ド・ラ・ヴィレット（ラ・ヴィレット門）付近に位置している。
- アルクイユ門 (porte d'Arcueil) の一部
14区とジャンティイ及びモンルージュとの境界付近
- 稜堡（82番）の石　
ドイッチュ・ド・ラ・ムルト財団の庭園内（国際大学都市）にある。

## 参考書籍
- Renaud Gagneux, Denis Prouvost (2004). Sur les traces des enceintes de Paris. Parigramme. ISBN 2840963221。
- Jacques Hillairet (1963). Dictionnaire historique des rues de Paris. Éditions de Minuit. ISBN 2707310549。
- Guy le Hallé (1995). Histoire des fortifications de Paris et leur extension en Île-de-France. Horvath Éditions.
- Guy le Hallé, in « Paris aux cent villages », La Ballade des Fortifs, numéros 34 à 45
- Marie-France Sardain (2008). Défenses et sièges de Paris (1814-1914). Campagnes & stratégies. préf. Jean-Jacques Becker, postface Jean-François Pernot. Paris: Éditions Economica. ISBN 978-2-7178-5644-6。

## 関連サイト
- Les enceintes de Paris - ウェイバックマシン（2024年9月8日アーカイブ分） （パリの拡大に従って大きな城壁がその都度造られた経緯が掲載されている地図で理解できる）
- Les fortifications de Paris du XIXe à nos jours - ウェイバックマシン
- Guy Le Hallé, La saga des “fortifications” à Saint-Ouen - ウェイバックマシン（2012年2月25日アーカイブ分）

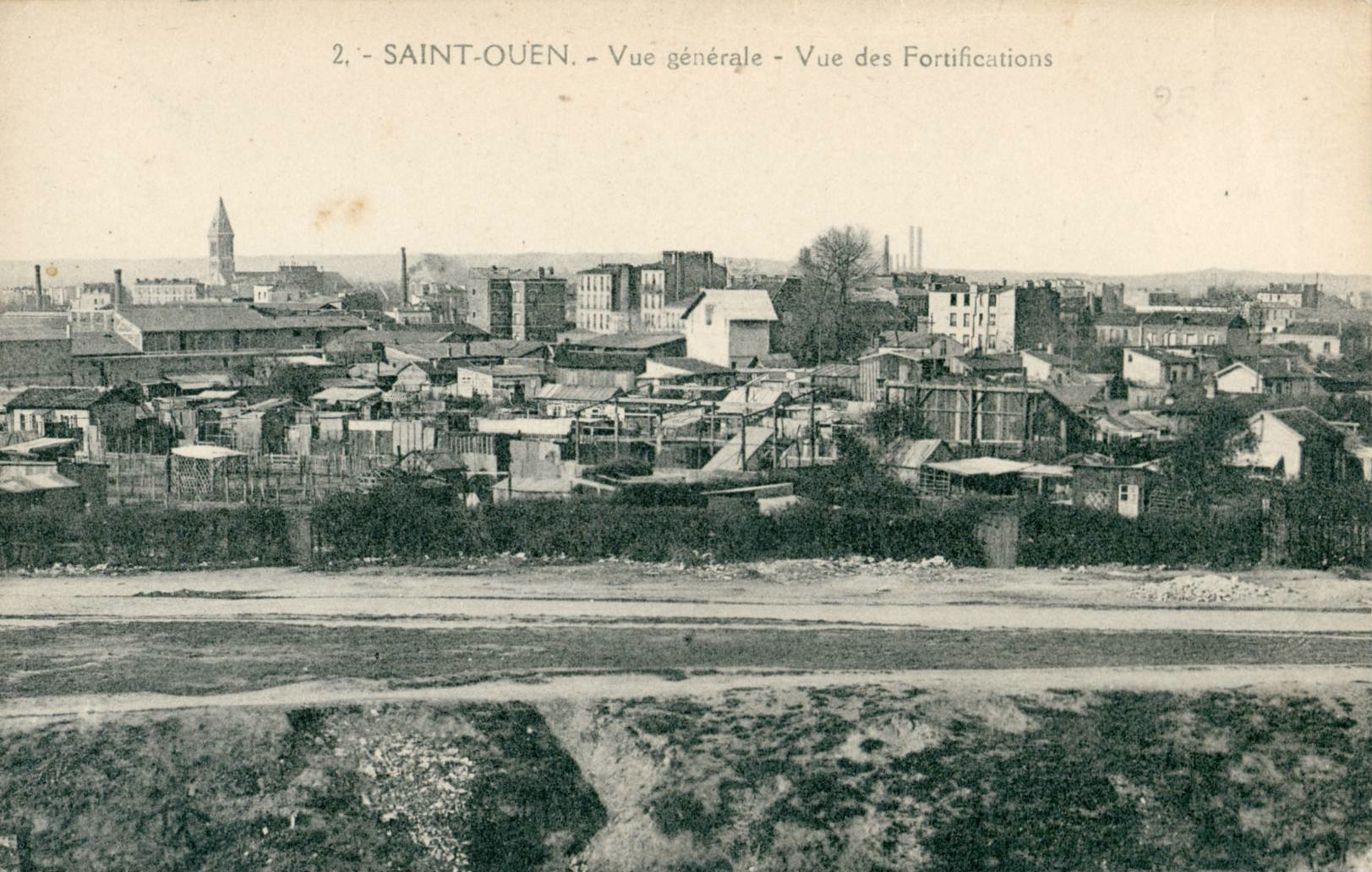
サン・トゥアンの堡塁地帯
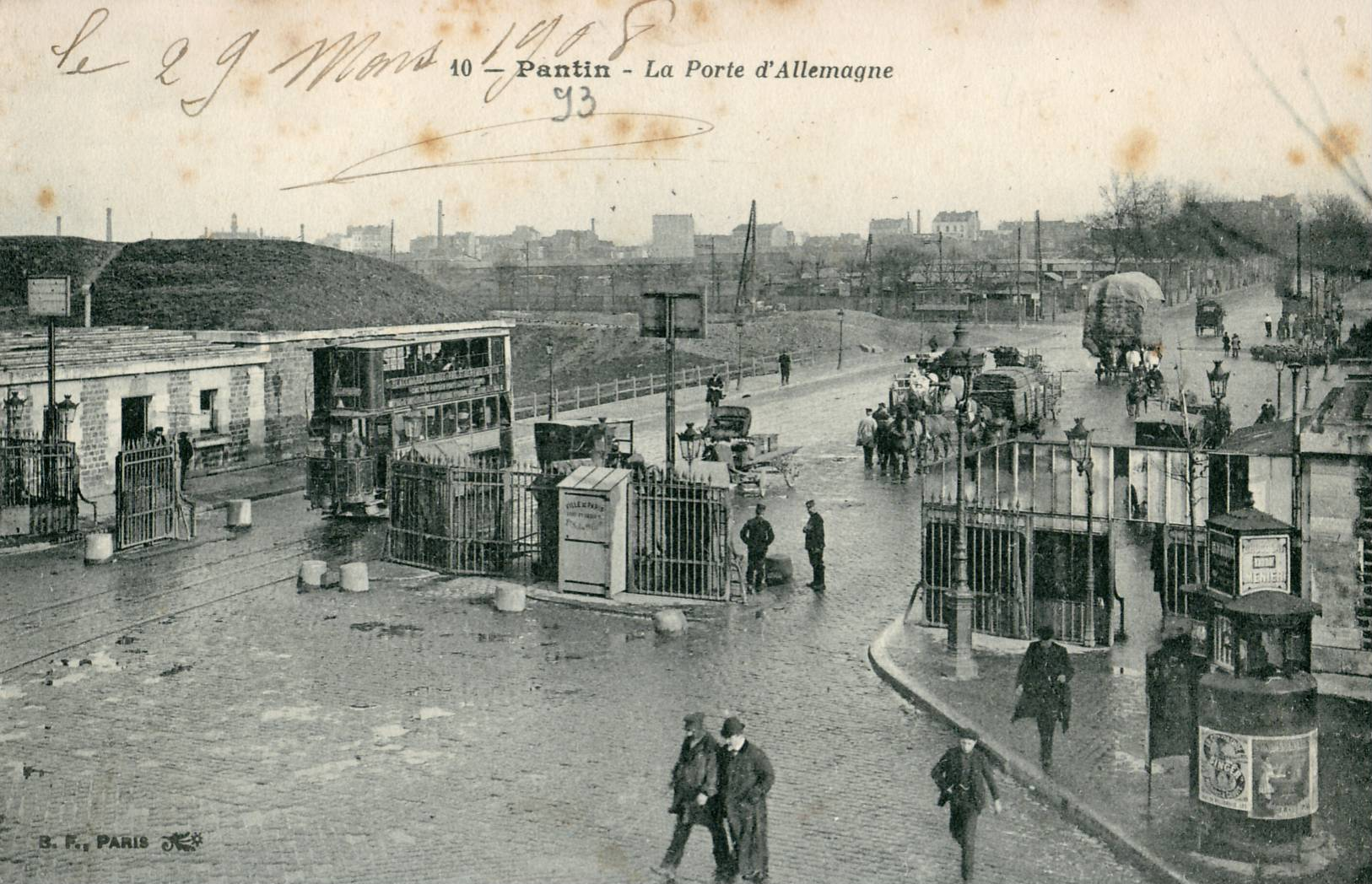
ポルト・ド・パンタン （1908年頃）